# アーロン・グランディデエ
アーロン・グランディデエ（Aaron Grandidier、2000年5月18日 - ）は、トップ14セクシオン・パロワーズに所属するラグビー選手。

## プロフィール
- イングランドロンドンブロムリー出身[1]。
- ポジションはウィング(WTB)、フルバック(FB)。
- 身長 186cm、体重 94kg

## 略歴
CAブリーヴを経て、2024年、ポーに加入。同年7月、2024パリ五輪の7人制フランス代表に選ばれて金メダル獲得。